# Secció de patinatge artístic del Futbol Club Barcelona
La Secció de patinatge artístic sobre gel del Futbol Club Barcelona és una secció creada el 25 de gener de 1972. Participa en la categoria de Ballet Mundial per equips. Actualment compta amb uns 60 patinadors/es.

## Palmarès

### Equip
- 3 Trofeu internacional de Niça (2006, 2013, 2015)[1]
- 1 Trofeu Catalunya (2006)
- 4 Campionats d'Espanya (2011, 2012, 2014, 2015)
- Nations Cup (2a pos. 2010 i 2011) (6a pos. 2013)
- Coupe international d'Asnières (2012)
- Copa ciutat de Barcelona (2014, 2015)

### Parelles
Campionat d'Espanya:
- Dansa Junior (Èrika Riera i Raman Balanovich, 2021)

### Individual
Campionat de Catalunya:
- Novice: Irene Manau (2011)
- Junior ISU: Júlia Ribas (2015), Aleix Gabara (2015)

Campionat d'Espanya:
- Novice advanced femení (Júlia Rodríguez, 2021)
- Debs (Maria Rodriguez F.C.B)
- Infantil (Irene Manau F.C.B)
- Infantil Masculí (Tomàs Llorenç F.C.B)
- Junior ISU (Aleix Gabara F.C.B)

Campionat d'Andorra:
- Junior Isu masculí (Elvis Caubet, 2021)
- Basic Novice Isu femenina (Ariadna Gupta, 2021)
- Basic Novice Isu masculí (Gael Foulon, 2021)
- Basic Novice A femenina (Valery Russo, 2021)
- Basic Novice A masculí (Aidan Huestis, 2021)
- Aleví B (Miquel Vial, 2021)
- Benjamí B (Gemma Arias, 2021)

FOJES:
- Aleix Gabara (7a posició 2015)